# Allerston
Allerston – wieś w Anglii, w hrabstwie North Yorkshire, w dystrykcie (unitary authority) North Yorkshire. Leży 42 km na północny wschód od miasta York i 305 km na północ od Londynu. Miejscowość liczy 309 mieszkańców.